# Правителство на Александър Стамболийски 1
Първото правителство на Александър Стамболийски е четиридесето правителство на Царство България, назначено с Указ № 12 от 6 октомври 1919 г. на цар Борис III. Управлява страната до 9 февруари 1923 г., след което е наследено от второто правителство на Александър Стамболийски.

## Политика

### Вътрешна политика
След продължителни преговори с различни политически сили Александър Стамболийски сформира коалиционно правителство с участието на Народната партия (54 000 гласа) и Прогресивнолибералната партия (30 000 гласа). Непосредствено след като поема властта, доминираното от земеделците правителство прокарва на 22 ноември 1919 г. през Народното събрание „Закон за съдене и наказание на виновниците за Втората национална катастрофа“. Арестувани са бивши министри от кабинета на д-р Васил Радославов. Няколко седмици по-късно е приет и „Законът за търговията със зърнени храни“, който отнема външната търговия от едрите търговци и я предоставя на държавно монополно обединение (Консорциум), заплащащо на твърди и сравнително високи цени зърното на производителите. Приети са и „Закон за санитарно-ветеринарните служби“ и „Закон за водните синдикални сдружения“.
На 27 ноември същата година министър-председателят подписва мирния договор между България и държавите победителки в Първата световна война. Клаузите на Ньойския мирен договор потвърждават всички мрачни прогнози относно последиците за страната. Към територията на Сръбско-хърватско-словенското кралство са присъединени Западните български покрайнини – Струмишка околия, Царибродско, Босилеградско, част от селищата в Кулско и Трънско. Румъния заграбва Южна Добруджа, а войските на Съглашението окупират Западна Тракия, която през 1920 г. е дадена на Гърция. България трябва да заплати на победителите в срок от 37 години репарации в размер на 2.25 милиарда златни франка, както и да им предаде огромно количество едър и дребен рогат добитък и полезни изкопаеми. Според Ньойския договор числеността на Българската армия е сведена до 30 хиляди души, включително полицейските и граничните части. Тя няма право да притежава някои видове тежко въоръжение и авиация.
Втората национална катастрофа влошава до крайност икономическата и политическата обстановка в страната. Понижаването на жизненото равнище и жестоките мерки, предприети от правителството срещу стачкуващи работници в големите градове (за потушаването им са използвани въоръжени отряди на БЗНС – Оранжевата гвардия), довеждат до първата общонационална стачка – Транспортната, продължила два месеца. При провеждане на реформите, ориентирани основно към подобряване положението на дребния селски стокопроизводител, БЗНС среща сериозна съпротива от коалиционните си партньори в правителството. За да се освободи от тяхната опека, на 20 февруари 1920 г. Александър Стамболийски предизвиква разпускането на Народното събрание. Насрочени са парламентарни избори, които са проведени на 28 март същата година. Те донасят голяма изборна победа на земеделците – 349 212 гласа и 110 депутатски мандата. За да може да образува самостоятелно правителство обаче БЗНС предизвиква касирането на 13 народни представители от други партии. На 21 май същата година е съставен нов кабинет, съставен само от земеделци. Това дава възможност на последните за кратък период да проведат редица нови реформи.

#### Реформи
Най-важната реформа на правителството на БЗНС е свързана с преразпределението на земеделските земи. Целта е да се създаде поземлен фонд, чрез който да бъдат оземлени безимотните селяни и бежанци от Тракия и Македония. Според гласуваните закони за увеличаване размера на държавните земи за трудова поземлена собственост максималният размер обработваема площ, която може да притежава едно домакинство, е ограничен до 300 дка – ако има семейство. Земите над определения максимум се изземват срещу минимално заплащане. Аграрната реформа засяга интересите предимно на едрите земевладелци. Едновременно с провеждането на аграрната реформа земеделците започват отчуждаване и на част от едрата градска собственост за нуждите на държавните институции. На 28 май същата година е приет от Народното събрание „Закон за трудовата повинност“. Той задължава младежите, навършили 20 години и девойките – 16 години, да полагат безплатен труд в полза на държавата съответно по 12 и 6 месеца. Законът позволява откупуване от трудовата повинност.
Проведените реформи засягат интересите не само на богатите земевладелци, търговци и собственици на едра градска собственост. Рязко са намалени заплатите на интелигенцията (учители, лекари, адвокати и военни), прави се опит да се ограничи влиянието на армията в обществения живот (на 9 септември 1920 г. са забранени всички тайни офицерски организации). Започва се подготовката за републиканска конституция като първа крачка към премахване на монархията. През 1922 г. под контрола на държавната власт са поставени църковните институции. Земеделците са безкомпромисни към политическите си противници. На 17 септември същата година е разгромен съборът на новата опозиционна политическа формация Конституционен блок (Обединената народнопрогресивна, Демократическата и Радикалдемократическата партия). Водачите му (А. Малинов, С. Костурков и С. Данев) са малтретирани от селяните по време на пътуването им от София до Търново. Два месеца по-късно – на 19 ноември 1922 г. – БЗНС провежда референдум за признаване вината на старите буржоазни партии за националните катастрофи. Под съдебна отговорност са подведени бивши министри от кабинетите „Гешов“, „Данев 4“, „Малинов – Костурков“. Произнесените през пролетта на 1923 г. присъди са от пет години лишаване на свобода до доживотен затвор и отнемане на гражданските и политическите права.
След 1922 г. отношенията между БЗНС и БКП (т.с.) се влошават. Причината е, че комунистите са единственият реален парламентарен противник на земеделците. БЗНС предприема репресивни мерки в селата със силно комунистическо влияние.

### Външна политика
Във външната си политика Стамболийски се стреми към поддържане на приятелски отношения със Сръбско-хърватско-словенското кралство – съюзник на мощната по това време Франция. Идеята е с помощта на Френската република България да си върне Западна Тракия. Земеделците са ангажирани да прекратят дейността на ВМРО. Резултатът е убийството на вътрешния министър Александър Димитров през 1921 г. и завладяването на Кюстендил от части на националноосвободителната организация през декември 1922 г. ВМРО твърдо застават в блока на противниците на БЗНС. Земеделците стриктно изпълняват клаузите на Ньойския договор, надявайки се, че това ще умилостиви победителите и те ще смекчат санкциите. За да не дразни Великите сили, Стамболийски не установява дипломатически отношения със СССР. Оказана е помощ в храни на гладуващото население на Поволжието. Голямо количество зърно е продадено срещу злато на съветското правителство. Така са попълнени златните запаси на Българската национална банка и левът се стабилизира (по-голяма част от златните авоари на държавата са изнесени срещу американско зърно през гладните 1918 – 1919 г.) В името на идеята за връщане на Западна Тракия в българските предели БЗНС оказва помощ на кемалистките войски във войната им срещу Гърция.
В началото на 1923 г. БЗНС се разцепва. Част от министрите са недоволни от начина, по който се провеждат реформите. Опозиционното ядро (ръководено от Марко Турлаков и Александър Радолов) е изключено от организацията, а през февруари 1923 г. е съставено ново земеделско правителство.

## Съставяне
Кабинетът, оглавен от Александър Стамболийски, е съставен от дейци на Народната и Прогресивнолибералната партия и БЗНС.

### Кабинет
Сформира се от следните 8 министри:
| министерство                                | име | име                            | партия                      |
| ------------------------------------------- | --- | ------------------------------ | --------------------------- |
| председател на Министерския съвет           |     | Александър Стамболийски        | БЗНС                        |
| външни работи и изповедания                 |     | Михаил Маджаров                | Народна партия              |
| вътрешни работи и народно здраве            |     | Александър Димитров            | БЗНС                        |
| народно просвещение                         |     | Цанко Церковски                | БЗНС                        |
| финанси                                     |     | Стоян Данев                    | Прогресивнолиберална партия |
| правосъдие                                  |     | Марко Турлаков (упр.)          | БЗНС                        |
| война                                       |     | Александър Стамболийски        | БЗНС                        |
| търговия, промишленост и труда              |     | Атанас Буров                   | Народна партия              |
| земеделие и държавни имоти                  |     | Райко Даскалов                 | БЗНС                        |
| обществени сгради, пътища и благоустройство |     | Александър Стамболийски (упр.) | БЗНС                        |
| железници, пощи и телеграфи                 |     | Марко Турлаков                 | БЗНС                        |

### Промени в кабинета

#### от 21 януари 1920
| министерство | име | име                            | партия |
| ------------ | --- | ------------------------------ | ------ |
| война        |     | Александър Стамболийски (упр.) | БЗНС   |

#### от 21 февруари 1920
| министерство                                | име | име                | партия |
| ------------------------------------------- | --- | ------------------ | ------ |
| обществени сгради, пътища и благоустройство |     | Недялко Атанасов   | БЗНС   |
| правосъдие                                  |     | Александър Радолов | БЗНС   |

#### от 16 април 1920
| министерство                   | име | име                            | партия |
| ------------------------------ | --- | ------------------------------ | ------ |
| търговия, промишленост и труда |     | Недялко Атанасов (упр.)        | БЗНС   |
| външни работи и изповедания    |     | Александър Стамболийски (упр.) | БЗНС   |
| финанси                        |     | Райко Даскалов (упр.)          | БЗНС   |

#### от 22 май 1920
| министерство                                | име | име              | партия |
| ------------------------------------------- | --- | ---------------- | ------ |
| финанси                                     |     | Марко Турлаков   | БЗНС   |
| търговия, промишленост и труда              |     | Райко Даскалов   | БЗНС   |
| железници, пощи и телеграфи                 |     | Недялко Атанасов | БЗНС   |
| народно просвещение                         |     | Стоян Омарчевски | БЗНС   |
| обществени сгради, пътища и благоустройство |     | Цанко Церковски  | БЗНС   |
| земеделие и държавни имоти                  |     | Александър Оббов | БЗНС   |

#### от 24 юни 1921
| министерство                | име | име                     | партия |
| --------------------------- | --- | ----------------------- | ------ |
| външни работи и изповедания |     | Александър Стамболийски | БЗНС   |
| железници, пощи и телеграфи |     | Александър Ботев        | БЗНС   |
| война                       |     | Александър Димитров     | БЗНС   |

#### от 27 юни 1921
| министерство                     | име | име              | партия |
| -------------------------------- | --- | ---------------- | ------ |
| вътрешни работи и народно здраве |     | Константин Томов | БЗНС   |

#### от 9 септември 1921
| министерство                | име | име                        | партия |
| --------------------------- | --- | -------------------------- | ------ |
| железници, пощи и телеграфи |     | Александър Димитров (упр.) | БЗНС   |

#### от 22 октомври 1921
| министерство                | име | име                            | партия |
| --------------------------- | --- | ------------------------------ | ------ |
| железници, пощи и телеграфи |     | Александър Радолов (упр.)      | БЗНС   |
| война                       |     | Александър Стамболийски (упр.) | БЗНС   |

#### от 9 ноември 1921
| министерство                     | име | име                | партия |
| -------------------------------- | --- | ------------------ | ------ |
| железници, пощи и телеграфи      |     | Христо Манолов     | БЗНС   |
| правосъдие                       |     | Петър Янев         | БЗНС   |
| вътрешни работи и народно здраве |     | Александър Радолов | БЗНС   |
| война                            |     | Константин Томов   | БЗНС   |

#### от 5 януари 1922
| министерство                     | име | име                | партия |
| -------------------------------- | --- | ------------------ | ------ |
| търговия, промишленост и труда   |     | Александър Радолов | БЗНС   |
| вътрешни работи и народно здраве |     | Райко Даскалов     | БЗНС   |

## Събития
- 27 ноември 1919 – Подписан е Ньойският договор между България и Антантата.
- 14 юни 1920 – Създадена е Трудова повинност.
- 6 юли 1922 – Три опозиционни партии се обединяват в коалицията Конституционен блок.